# Demosistō
Demosistō (em chinês: 香港眾志) é uma organização pró-democracia que defende a autodeterminação de Hong Kong, inicialmente criada em 10 de abril de 2016 como um partido político. É liderado pelos ex-líderes do Escolarismo, Joshua Wong e Agnes Chow, juntamente com o ex-secretário-geral da Federação de Estudantes de Hong Kong (FEHK ou HKFS) Nathan Law, e o vice-secretário-geral Chris Kwok Hei Yiu. O Escolarismo e a Federação de Estudantes de Hong Kong foram os dois grupos de ativistas estudantis que desempenharam um papel instrumental nos protestos de ocupação de 79 dias conhecidos como Revolução dos Guarda-chuvas em 2014. O secretário-geral Joshua Wong é o líder da organização.
O Demosistō defende um referendo para determinar a soberania de Hong Kong com o objetivo de obter autonomia após 2047, quando o princípio de "Um país, dois sistemas", conforme prometido na Declaração Conjunta Sino-Britânica e na Lei Básica de Hong Kong, deve expirar. Ganhou um assento na eleição do Conselho Legislativo de 2016, com seu presidente de 23 anos, Nathan Law, tornando-se o candidato mais jovem a ser eleito. Em 2017, Law foi desqualificado do Conselho Legislativo por causa da "controvérsia de prestar juramento" (en) e foi preso com Joshua Wong por invadir a Praça Cívica durante a Revolução do Guarda-chuva.

## Etimologia
O nome deriva do grego "demos" ("δημο", que significa "povo", do qual a palavra "democracia" é derivada) e do latim "sisto" (que significa "ficar em pé", do qual palavras como "insistir "," persistir"e "resistir" são derivadas). Literalmente traduzido como "povo a defender", significa "defender a democracia" ou "defender o povo". O nome chinês significa "a vontade do povo".

## Crenças
- Autodeterminação: Demosistō visa alcançar a 'autodeterminação democrática' em Hong Kong e aspira à autonomia política e econômica de Hong Kong do que eles denominam 'a opressão do Partido Comunista da China (PCC) e a hegemonia capitalista';
- Ações não violentas: Demosistō vê sua luta democrática como ações não violentas, manifestações, referendos, discussões sociais;
- Desenvolvimento da sociedade civil: Demosistō quer incentivar as pessoas de Hong Kong a discutir suas opiniões políticas e os jovens a desenvolver partidos e movimentos civis;
- Igualdade e justiça, confiança das pessoas, multiplicidade: Demosistō acredita nas pessoas de Hong Kong que elas são capazes de construir Hong Kong como uma cidade de multiplicidade com os valores da justiça e da igualdade.[3]
- 'Batalha' por uma legislação democrática para inspirar movimentos civis: Ivan Lam, que sucedeu Nathan Law em maio de 2018 como presidente, disse que o grupo se preparará para a 'batalha' pela legislação democrática em Hong Kong, significando, por exemplo, o Artigo 23 (en) da Lei Básica (um projeto de controvérsia no Artigo 23 causou protestos maciços em 2003) ou propôs um projeto de hino (en) sobre o hino da República Popular da China. Na mesma época, em maio de 2018, o Demosistō mudou seu status de partido para o grupo, quando seus candidatos foram banidos na eleição no Conselho Legislativo de Hong Kong.[9]

## História
A ideia de formar o Demosistō foi inspirada no New Power Party Taiwan, formado pelos líderes do Movimento Girassol e se saiu bem nas eleições legislativas de 2016 em Taiwan. Em fevereiro de 2016, figuras centrais do grupo de ativistas estudantis Escolarismo  – Joshua Wong, Oscar Lai e Agnes Chow  – que desempenharam um papel instrumental nos protestos de Hong Kong de 2014, anunciaram seu plano de formar um novo partido político com outros líderes do Movimento dos Guarda-chuvas, incluindo Nathan Law, ex-secretário-geral da Federação de Estudantes de Hong Kong, que concorrerá nas eleições de setembro do Conselho Legislativo. O erudito oficialmente parou de funcionar em 20 de março de 2016, pois o grupo proibia qualquer afiliação partidária.
O partido foi oficialmente estabelecida em 10 de abril de 2016 com o ex-secretário-geral da Federação de Estudantes de Hong Kong, Nathan Law, como presidente, ex-porta-voz acadêmico Oscar Lai como vice-presidente, ex-convocador como Joshua Wong como secretário-geral e ex-membro central Agnes Chow Ting como vice-secretário. Os membros do partido fundador incluíam a atriz Shu Kei, diretor de cinema e televisão da Academia de Artes Cênicas de Hong Kong como membro do comitê executivo do partido, professor Ng Mei-lan e Fermi Wong Wai-fun da Hong Kong Unison como membro da equipe Kowloon East.
O registro da empresa e a polícia ainda não permitiam que se registrassem como empresa ou sociedade, pois o registro havia solicitado ao Demosistō que explicasse se o partido adere à Lei Básica ao pressionar a "autodeterminação" de Hong Kong quando o então partido político tentou se registrar como uma empresa. Assim, foi incapaz de criar sua própria conta bancária para arrecadar fundos, como outras partes e organizações fizeram e teve que confiar nas contas pessoais de membros individuais. Joshua Wong também acusou o HSBC de exercer "censura política" ao rejeitar seu pedido de abrir uma conta poupança conjunta para lidar com os negócios de seu partido político. 